# Ardacher I
Ardacher I o Ardashir I (en pahlavi 𐭠𐭥𐭲𐭧𐭱𐭲𐭥, en persa اردشیر بابکان, Ardašir Bābakān, “el Unificador”) ( ? - 240), fue el fundador del Imperio sasánida, y rey de Persia desde 226 hasta su muerte.
Hijo de Pabhag y nieto de Sasán, heredó de ellos el reino de Parsa (actual Fars) en 208. Atacado por el rey de reyes Artabán IV, obtuvo la victoria sobre este, tras lo cual se hizo proclamar rey de reyes (226). Extendió en poco tiempo su Imperio, derrotando a los partos en la batalla de Hormizdagán (224) y ocupando la capital, Ctesifonte. En 228 logró destruir el Imperio Parto, que había ocupado la región desde hacía cuatrocientos años. Proclamó el zoroastrismo religión oficial del estado.
Con Ardacher I, que descendía según la tradición de los reyes Ciro II el Grande y Darío I el Grande, comienza el reinado de los sasánidas en Persia. Empezó a crear un Imperio que ocupó las tierras que pertenecieron a la antigua Persia de los aqueménidas al este del río Éufrates, cuya gloria pretendía recuperar. Al final de su reinado reinició la guerra contra Roma que tan fatales consecuencias le traería a Sapor, su hijo y sucesor.

## Rey de Istakhr (206-241)
Ardashir nació a finales del siglo II en Fars (actual Irán), por aquel entonces un reino vasallo de los partos. Cuenta la tradición que heredó el trono de Istakhr por parte de su padre, Babak o (Pabhag), quien había destronado al rey Gochihr. No sabemos con certeza el nombre de su madre, aunque diversas fuentes apuntan al nombre Rodhagh. Antes de suceder a su padre Ardashir gobernó la ciudad de Darabgerd (hoy Darab, en Irán) y recibió el título de Argbadh. Tras la muerte de su padre ascendió al trono Šāpūr, hermano mayor de Ardashir, pero este se rebeló contra aquel y obtuvo la victoria en el 208.

## Rey de Persia (208-241)

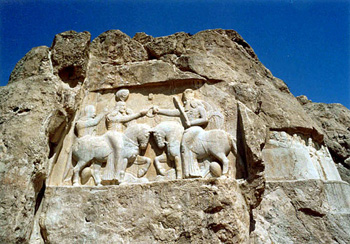
Escultura de Ardacher I en Naqsh-e Rostam, cerca de Persépolis, Irán.

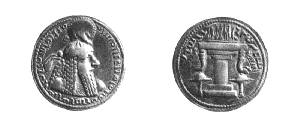
Moneda de plata de Ardashir I con un altar de fuego en su reverso (Museo Británico de Londres).

Ardacher extendió su territorio con rapidez, reclamando el vasallaje de los príncipes locales de Fars y ganando control sobre las provincias vecinas de Kerman, Isfahán, Susiana y Mesene. Estas proezas atrajeron la atención del monarca arsácida Artabán IV (216-224). Ardacher era un gran terrateniente y gobernador del Imperio Parto, y le atacó en el año 224. Los ejércitos chocaron en la batalla de Hormizdagán, donde Artabán IV murió. De acuerdo con el mítico cuento persa Karnamag-i Artaxshir-i Papakan Ardashir I fue a la conquista de los estados vasallos de los extintos arsácidas.

## Emperador sasánida (226-241)
Fue coronado en el 226 como Šāhān šāh Ērān ("Rey de reyes de Irán"), y su esposa Adhur-Anahid como "reina de reinas de Irán". Con esto desaparece el Imperio Parto, que había existido durante 480 años, y comienzan las cuatro centurias del Imperio sasánida.
Durante los años subsiguientes Ardacher I expandió su imperio hacia el este y el noroeste, conquistando las provincias de Sistán, Gorgan, Jorasán, Merv, Balh y Corasmia. Baréin y Mosul también se añadieron a las posesiones sasánidas. Más tarde los reyes del Imperio Kushān (hoy entre India y Pakistán), Turán y Makrán rindieron tributo a Ardacher I. Al oeste las guerras contra Armenia, Hatra y Adiabene no tuvieron éxito.

## Guerras contra Roma (230-233) y (237-241)
En los últimos años de su reinado Ardacher I se vio envuelto en una serie de conflictos armados contra el Imperio romano.
Las ansias de conquista sasánidas habían sido frustradas en Armenia, donde gobernaban simpatizantes arsácidas. Dado que Armenia era un aliado tradicional de Roma, Ardacher I debería haber pensado en la enemistad que se había ganado en los romanos y en sus poderosas legiones.
En el año 230 Ardacher envió su ejército a la provincia romana de Mesopotamia, asediando sin éxito la ciudad fortificada de Nisibis (hoy Nísibis o Nusaybin, en Irak, junto a la frontera con Turquía). Al mismo tiempo trató de atravesar las fronteras hacia Siria y Capadocia. Parecía que los romanos querían intentar resolver el conflicto diplomáticamente, pero no fue así. Ardacher luchó infructuosamente en las fronteras romanas durante los años 230 y 231; como resultado el emperador Alejandro Severo (222-235) movió sus tropas hacia el este, estableciendo su base en Antioquía y a su pesar, teniendo grandes dificultades en mantener unido su ejército. Intentó de nuevo un pacto y de nuevo Ardacher I lo rechazó.
Finalmente, en el año 232, Alejandro Severo intentó un gran ataque contra los persas. Sin embargo su ejército no avanzó de manera coordinada, y Ardacher pudo aprovecharse del desorden y concentrar sus fuerzas avanzando a través de Armenia, donde era posible cortar el avance romano. Ardacher dejó tan solo una fuerza de reserva en el norte y fue al encuentro de los romanos, marchando contra la ciudad capital Ctesifonte. No obstante para entonces los persas habían sufrido cuantiosas bajas, y ambos líderes dieron por concluida la guerra. Alejandro Severo volvió a Europa al siguiente año (233) y Ardacher no renovó sus ataques en varios años, concentrando sus energías en el este.
En el 237 Ardacher, junto a su hijo y sucesor Sapor I (241-272), volvió a invadir Mesopotamia. Los nuevos ataques a Nisibis y Harán fueron exitosos y la sorpresa que esto causó a los romanos hicieron al emperador ser cauto en la provincia de Edesa. En el 241 Ardacher I y Sapor conquistaron Hatra. Ese mismo año Ardashir I falleció.
Ardashir I aparece en las fuentes griegas como un monarca enérgico, responsable del resurgimiento no ya de Persia, si no de todo Irán como una nación unificada, cuya fuerza y dinastía duraría cuatro siglos. Aunque sus campañas contra Roma tuvieran un éxito relativo, consiguió mucho más de lo que los partos habían obtenido en décadas, y preparó el camino para el éxito de su hijo y sucesor Sapor I, que lucharía contra el mismo enemigo.